# Milwaukee Symphony Orchestra
La Milwaukee Symphony Orchestra (MSO) è un'orchestra sinfonica americana con sede a Milwaukee, Wisconsin. L'orchestra si esibisce principalmente nel Marcus Center for the Performing Arts, nella Uihlein Hall. L'orchestra funge anche da orchestra per le produzioni della Florentine Opera. A dicembre 2017 l'orchestra ha acquistato l'ex Warner Grand Theatre, con l'intenzione di trasferirsi lì nel 2020.

## Storia
Il gruppo precursore dell'orchestra era la Milwaukee Pops Orchestra, un gruppo part-time fondato 10 anni prima. Nel 1959 l'orchestra cambiò formalmente il suo nome nella Milwaukee Symphony Orchestra, con Harry John Brown come primo direttore musicale. Durante i suoi nove anni di permanenza in carica, Brown ha guidato la transizione dell'orchestra da un gruppo pop semi-professionista a un'orchestra sinfonica a tempo pieno, completamente professionale.
Durante la direzione di Kenneth Schermerhorn, il secondo direttore musicale dell'orchestra, dal 1968 al 1980, l'orchestra aveva iniziato il suo programma di concerti "State Tour" in tutto il Wisconsin, in città come Fish Creek, Fond du Lac, Marinette, Ripon, Rhinelander, Three Lakes, West Bend e Whitewater, Wisconsin e a Naperville, Illinois. L'orchestra ha anche iniziato i suoi concerti per gli studenti, oltre a dare la sua prima esibizione alla Carnegie Hall. Durante questo periodo fu fondato anche il Coro Sinfonico di Milwaukee. Lukas Foss è stato il terzo direttore musicale dell'orchestra, dal 1981 al 1986, che ha visto un notevole aumento delle esecuzioni di musica contemporanea e delle composizioni americane, insieme al primo tour europeo dell'orchestra nel 1986.
Zdenek Macal è stato il quarto direttore musicale dell'orchestra, dal 1986 al 1995. L'orchestra iniziò a registrare per la Koss Classics durante questo periodo e fondò il suo programma Arts in Community Education nel 1990. Dal 1995 al 1997 Stanisław Skrowaczewski fu consigliere artistico dell'orchestra , prima dell'arrivo di Andreas Delfs come quinto direttore musicale dell'orchestra. Delfs è stato direttore musicale dal 1997 al 2009. Durante il suo mandato, nel 1999, l'orchestra si esibì a Cuba, prima orchestra sinfonica americana a farlo dopo l'embargo statunitense contro Cuba del 1962. Delfs diventò il direttore dell'orchestra dopo la conclusione del suo incarico nel 2009.
Edo de Waart è stato direttore musicale dell'orchestra dal 2009. De Waart concluderà il suo incarico come direttore musicale alla fine della stagione 2016-2017, quando diventerà il direttore laureato dell'orchestra. Il direttore assistente è Yaniv Dinur. I principali conduttori pop del passato hanno compreso Doc Severinsen, che detiene il titolo di Principal Pops Conductor Emeritus e Marvin Hamlisch.
L'orchestra ha presentato più di 100 prime e anteprime mondiali di opere di compositori come Philip Glass, Daron Hagen, Daniel Schnyder, Roberto Sierra, Gunther Schuller, William Schuman, Lukas Foss, Roy Harris, Gian Carlo Menotti, Richard Rodgers, Ottorino Respighi, Jean Sibelius, Erich Korngold e altri. Oltre 22 composizioni sono state create da musicisti dell'MSO.

## Registrazioni e trasmissioni
La MSO pubblicò anche 14 registrazioni sulle etichette Koss Classics e Telarc. Queste comprendono progetti come le sinfonie complete di Antonín Dvořák, un disco tutto di Kodaly; un'eccelsa registrazione della Sinfonia n. 9 di Beethoven, la Sinfonia Fantastica di Berlioz, l'Alexander Nevsky di Prokofiev e Ma Vlast di Smetana. Il 16 settembre 2005 la MSO diventò la prima orchestra americana a vendere registrazioni di concerti recenti tramite il download su iTunes e attraverso il sito web dell'orchestra.
Il CD dei Cuba Concerts presenta una registrazione dal vivo realizzata durante il Cuba Millennium Tour 1999 dell'MSO. Il 1999 ha visto anche l'uscita di un CD a cappella con il Milwaukee Symphony Chorus. Nel 2002 la MSO ha pubblicato un CD con Romeo e Giulietta di Prokofiev e Lo schiaccianoci di Čajkovskij. Nel 2004 ha pubblicato la prima registrazione moderna in inglese di Hänsel e Gretel di Humperdinck, sull'etichetta Avie.
L'orchestra è anche presente nelle trasmissioni radio tramite la rete radio WFMT.

## Direttori musicali
- Harry John Brown (1959–1968)
- Kenneth Schermerhorn (1968–1980)
- Lukas Foss (1981–1986)
- Zdeněk Mácal (1986–1995)
- Andreas Delfs (1997–2009)
- Edo de Waart (2009–2017)